# Neopragmatismus
Neopragmatismus bezeichnet eine philosophische Tradition, die den klassischen Pragmatismus mit sprachtheoretischen, teilweise auch poststrukturalistischen Ansätzen ergänzt. 
Das Blackwell Dictionary of Western Philosophy (2004) definiert Neopragmatismus als eine „postmoderne Version des Pragmatismus entwickelt vom amerikanischen Philosophen Richard Rorty und beeinflusst von Autoren wie John Dewey, Martin Heidegger, Wilfrid Sellars, Willard Van Orman Quine und Jacques Derrida“.
Vertreter des Neopragmatismus weisen typischerweise Auffassungen universeller Wahrheit, erkenntnistheoretischen Grundlagen und Objektivität zurück. Demgegenüber machen sie sich für pluralistische Weltauffassungen, dialogische und demokratische Aushandlungsprozesse sowie die Affirmation von Kontingenz stark. Maßgeblich ist dabei die Abkehr von einer objektivistischen Sicht auf Gesellschaft, die soziale Tatsachen als notwendig ansieht; stattdessen werden die unterschiedlichen Möglichkeiten gesellschaftlicher Entwicklungen betont.
Neben Richard Rorty als prominentestem Vertreter werden auch die postanalytischen Philosophen Hilary Putnam und Donald Davidson dem Neopragmatismus zugeordnet, sowie die dem Idealismus nahestehenden Nicholas Rescher und Robert Brandom (ein Schüler Rortys), der Diskurstheoretiker Jürgen Habermas sowie der „prophetische Pragmatist“ Cornel West.